# سیارک ۱۸۳۵۶۰
سیارک ۱۸۳۵۶۰ (به انگلیسی: 183560 Kristan، نامگذاری:2003KO18)۱۸۳۵۶۰مین سیارک کشف شده‌است که در ۲۴ مه ۲۰۰۳ کشف شد.